# مارايا

مارايا هم فرقة ثنائية سلوفينية تأسسوا في 2014 ومثلوا سلوفينيا في مسابقة يوروفيجن للأغاني 2015. 

## الحياة الشخصية
راي ومارجيتكا زوجان ولديهما ولدان وهما فيد وأوسكار.  لديهم مدرسة موسيقى خاصة تبحث عن المطربين والموسيقيين الشباب الموهوبين لتعليم الموسيقى.